# Ammoniumdikromat
Ammoniumdichromat er en uorganisk kemisk forbindelse, som har formlen (NH4)2Cr2O7. 

## Generelt
Ammoniumdichromat, (NH4)2Cr2O7 er et kræftfremkaldende kemikalie. Det tager form af orange eller rødlige krystaller uden lugt.
Ammoniumdichromat skal mærkes eksplosiv, meget giftigt og miljøfarligt.
- Eksplosiv
- Meget giftig
- Miljøfarlig

## Forsøg
Ammoniumdichromat blev tidligere anvendt i folkeskoler til forsøget "ammoniumdichromat vulkanen". En dekomponering af ammoniumdichromat der sættes i gang ved at opvarme det med en flamme til det antænder.

Når der går ild i det, sker følgende reaktion:

(NH4)2Cr2O7(s) → Cr2O3(s) + N2(g) + 4H2O(g)